# Salo Flohr
Salo Flohr (oroszul: Саломон (Сало) Михайлович Флор, Szalomon Mihajlovics Flor, neve előfordul Salomon Flohr alakban is), (Horodenka, Osztrák-Magyar Monarchia, 1908. november 21. – Moszkva, 1983. július 18.) csehszlovák-szovjet nemzetközi sakknagymester (1950), világbajnokjelölt, egyéniben kétszeres sakkolimpiai aranyérmes, Csehszlovákia kétszeres sakkbajnoka (1933, 1936), sakkszakíró, nemzetközi versenybíró (1963), sakkteoretikus.
Az 1930-as évek egyik legerősebb sakkozója. Az egyetlen csehszlovák sakkozó, aki a világbajnoki címért játszhatott volna a regnáló világbajnok Alekszandr Aljechinnel. Az erről szóló megállapodást aláírták, azonban a második világháború kitörése közbeszólt, és a mérkőzésre soha nem került sor.
Kiváló megnyitási- és végjáték szakértő volt, teoretikusi munkáját több könyv és megnyitási változat őrzi. 1951−1983 között az Ogonyok című folyóirat sakkrovatát vezette. 1963-tól FIDE nemzetközi versenybíró volt.
Moszkvában, a Vagankovo temetőben nyugszik.

## Élete és sakkpályafutása

### Ifjúkori évei
Nyolcgyermekes nagyon szegény zsidó családba született Nyugat-Ukrajnában. Mivel a sok gyereket szülei nem tudták eltartani, ezért bátyjával egy másik városba kerültek, ahol a piacon dolgoztak.  Még egészen fiatal volt, amikor szüleit és hat testvérét egy pogrom során az első világháborúban megölték. Bátyjával ekkor a csehországi Mikulov árvaházába majd, az akkor alakult Csehszlovákiába, Benešovba kerültek.
15 éves korában újságokat szállított kávézókba és éttermekbe. Itt látott először sakkozókat, és érdekelni kezdte a játék. Nagyon tehetséges volt, és a kávéházakban rövid idő után már nem talált legyőzőre. Sakkbarátai segítettek neki a cseh nyelv tanulásában, és kávéházi nyereményei révén már nem kellett újságokat szállítania.
1924-ben Prágába került, ahol egy papírgyárban kezdett dolgozni. Itt belépett  a Prokes sakk-klubba, és szimultánon legyőzte Réti Richárdot és Rudolf Spielmannt is. Több helyi versenyen vett részt, és sakktémájú cikkeket írt cseh újságokba. Egy alkalommal újságíró barátja megkérte, hogy kísérje őt el asszisztensként a Kissingenben rendezett nagy nemzetközi sakkversenyre. Itt érezte meg először a verseny hangulatát. A következő nagy nemzetközi versenyen Berlinben még mindig csak újságíró-asszisztensként vett részt, a pihenőidőkben azonban leült játszani a mesterekkel, és hamar híre ment játékerejének. Első versenyein még nem ért el kiemelkedő eredményeket, de nem kellett szégyenkeznie.

### Kezdeti sakksikerek
1927/28-ban a Kautzky-emlékversenyen harmadik, 1928-ban Prágában ismét harmadik, ugyanebben az évben Prága nagyon erős bajnokságán negyedik és Maehrisch-Schoenbergben második.
Az 1928/29-es Kautzky-emlékversenyen már tisztán első 10 győzelemmel, 1 döntetlennel és egy vereséggel; 1929-ben Kralikban is első, és Prágában már csalódásként élte meg, hogy "csak" második lett. Rogaška Slatinán viszont már egy nagyon erős versenyen második Akiba Rubinstein mögött, megelőzve Maróczy Gézát, Vasja Pircet, Takács Sándort, Dawid Przepiorkát, Esteban Canalt, Grünfeldet és másokat.

### Berobbanás a világ élvonalába
1930-ban minden versenyén az első három helyezett között végzett, beválogatták a cseh sakkolimpiai válogatottba, és a Hamburgban rendezett sakkolimpián az 1. táblán egészen kiváló eredménnyel mutatkozott be (14 győzelem, 1 döntetlen, 2 vereség). 1928-ban még senki sem ismerte a nevét, 1931 elején már a világ 10 legjobb sakkozója között tartották számon. 1931-ben megnyerte a 7. Kautzky-emlékversenyt és az akkori idők legerősebb versenyén Bledben holtversenyben a 4. helyen végzett Alekszandr Aljechin, Jefim Bogoljubov és Aaron Nimzowitsch mögött. Még ugyanebben az évben első lett Brnoban és Göteborgban, valamint 3. helyezett lett Prágában. 1931−1932 fordulóján megnyerte a hagyományosan nagyon erős hastingsi versenyt, holtversenyben Milan Vidmarral első Bad Sliacban, megelőzve Pirc, Canal, Maróczy, Spielmann, Bogoljubov és más mestereket. Aljechin mögött holtversenyben Max Euwével második Bernben, szintén Aljechin mögött második Londonban.
Hastingsben Vasja Pircet és Steiner Lajost megelőzve másodszor is első lett 1932/33-ban, és első lett 1933-ban Scheveningenben is, Maróczy, Bogoljubov és mások előtt. Ebben az évben 6−6 arányú döntetlent ért el Mihail Botvinnik ellen páros mérkőzésen.
A hastingsi tornát 1933/34-ben immár harmadszor nyerte meg, megelőzve Aljechint, aki a világbajnoki címe megszerzése óta először nem végzett az első helyen egy tornán. 1934-ben Zürichben Aljechin mögött Euwével holtversenyben második, Újpesten Lilienthal Andor és Vasja Pirc mögött harmadik-negyedik, majd 1934/35-ben Hastingsben holtversenyes első, megelőzve többek között José Raúl Capablancát és Mihail Botvinniket és Lilienthal Andort is.
1935-ben Moszkvában Botvinnikkel holtversenyben első, megelőzve Emanuel Laskert és Capablancát, 1936-ban Margate-ban egyedüli első Capablanca előtt, és Podebradyban is egyedüli első Aljechin előtt.
1936-ban Moszkvában José Raúl Capablanca és Mihail Botvinnik mögött harmadik, Oslóban a 2. helyen végzett Reuben Fine mögött. 1937-ben Kemeriben holtversenyes első, Parnu-ben második, Semmeringben ötödik, Hastingsben holtversenyben negyedik.

### Csehszlovákia legfőbb híressége
Salo Flohr az 1930-as években Csehszlovákia legfőbb márkacikke volt. A mai celebekhez hasonlóan ünnepelték és követték minden lépését. Az üzletekben kapható volt Flohr márkanevű parfüm, cigaretta (holott ő nem is dohányzott), nyakkendő, sőt papucs is. Minden nagyobb cég igyekezett meglovagolni a sikerét. 1933-ban megházasodott, felesége Tatjana Flohr a híres orosz költő Szergej Jeszenyin unokahúga volt.

### A világbajnoki címért
1936-ban érte el pályafutása legjobb eredményeit, és ezek alapján a Nemzetközi Sakkszövetség (FIDE) 1937-ben őt jelölte ki, hogy megmérkőzhet a világbajnoki címért. A mérkőzés díjalapját neki kellett előteremteni, de Csehszlovákia német megszállását követően nem talált megfelelő szponzort.  A Szovjetunióba emigrálása, valamint a második világháború kitörése miatt a mérkőzésre sohasem került sor. 1938-ban a FIDE megrendezte az AVRO-versenyt, amely azt volt hívatott eldönteni, hogy ki legyen a világbajnok kihívója. Ezen a versenyen a nyolc versenyző közül a nyolcadik helyen végzett.
A háború közbeszólt, és ezt követően még egyszer volt lehetősége a világbajnoki küzdelmekben való részvételre, amikor az 1948−1951-es sakkvilágbajnoksági ciklusban 1948-ban a 6−9. helyet szerezte meg a Saltsjöbadenben rendezett zónaközi versenyen, amellyel jogot szerzett az 1950-es világbajnokjelöltek versenyén való indulásra. A Budapesten 10 résztvevővel zajló kétfordulós körmérkőzésen a 7−10. helyen végzett.

### Emigráció a Szovjetunióba
A németek elől menekülve Botvinnik segítségével a Szovjetunióba emigrálhatott. 1942-ben kapta meg hivatalosan a szovjet állampolgárságot.
Az 1939-ben Leningrádban és Moszkvában rendezett versenyt 1,5 pont előnnyel nyerte Samuel Reshevsky és Lilienthal Andor előtt, Bournemouthban második lett Max Euwe mögött, és első helyezést ért el Kemeriben. Ugyanebben az évben Margate-ben Paul Keres mögött holtversenyben Capablancával és Amszterdamban második, Göteborgban holtversenyben 1−2. helyezett.
1941-ben első lett Taskentben, 1942-ben Tbilisziben, 1943-ban Bakuban, 1944-ben Kijevben és 1945-ben Voronyezsben.
1956-ban a Prágában és Mariánské Lázněban rendezett nemzetközi nagymesterversenyen a 3−4. helyet szerezte meg. 1958-ban a göteborgi nemzetközi versenyen első, majd Botvinnik mögött második a hollandiai Wageningenben. 1960-ban Beverwijkben a Hoogovens versenyen negyedik, Balatonfüreden, az Asztalos-emlékversenyen a 6−7. helyen végzett.  1961/62-ben Hastingsben és Stockholmban is harmadik.  1965-ben Szocsiban a Csigorin-emlékversenyen az 5−7. helyen, Noordwijkban a harmadik helyen végzett, ahogyan 1966-ban Amszterdamban az IBM nagymesterversenyén. 1967-ben a Rubinstein-emlékversenyen Polanica Zdrojban a 4−6. helyet szerezte meg.

### A szovjet bajnokságokon
Szovjet állampolgársága 1942-es megszerzéséig nem indulhatott a szovjet bajnokságokon. Először az 1944-es szovjet bajnokság döntőjében szerepelt, ahol Mihail Botvinnik, Vaszilij Szmiszlov és Iszaak Boleszlavszkij mögött a negyedik helyen végzett. Ebben az évben Moszkva bajnokságán ugyancsak 4. lett Vaszilij Szmiszlov, Vjacseszlav Ragozin és Lilienthal Andor mögött, míg a Bolsevik Sakk-klub bajnokságán holtversenyben az 1−2. helyet szerezte meg, megelőzve többek között Boleszlavszkijt és David Bronstejnt is. 1945-ben Észtország bajnokságán Lilienthal Andorral holtversenyben 4−5. Paul Keres, Alekszandr Tolus és Alekszandr Kotov mögött.
Az 1947-es szovjet bajnokság döntőjében Lilienthal Andorral holtversenyben a 7−8. helyet szerezte meg.  1948-ban ismét negyedik, de 1949-ben csak a 11. helyet érte el. 1949-ben a Bolsevik Sakk-klub bajnokságán Iszaak Boleszlavszkij mögött második. 1950-ben a szovjet bajnokság döntőjében holtversenyben 7−10., 1951-ben a 9−10. helyen végzett. Moszkva 1952. évi bajnokságán 5−7. helyezett, az 1953-as bajnokságon 4−5., és csak David Bronstejn, Lilienthal Andor és Vlagyimir Szimagin előzte meg.
A szovjet bajnokság döntőjében 1954-ben a 12., 1955-ben a 13−14. helyet szerezte meg. Moszkva 1955. évi bajnokságán az előkelő 2. helyet szerezte meg Jevgenyij Vaszjukov mögött, megelőzve többek között Ragozin, Szimagin és Lilienthal nagymestereket.
Ukrajna 1957. évi bajnokságán holtversenyben Jefim Geller nagymesterrel az 1−2. helyen végzett, ugyanebben az évben a Burevesztnyik bajnokságán a 2. helyet szerezte meg. Moszkva 1960. évi bajnokságán Lilienthal Andorral holtversenyben a 7−8. helyet szerezte meg.

### Páros mérkőzései
| Dátum | Ellenfél              | Eredmény  | Helyszín            | Eredmény | Eredmény  | Megjegyzés |
| ----- | --------------------- | --------- | ------------------- | -------- | --------- | ---------- |
| 1931  | Goesta Stoltz         | Vereség   | Göteborg            | 3,5–4,5  | +2 −3 =3  | [ 64 ]     |
| 1931  | Goesta Stoltz         | Győzelem  | Prága               | 5,5–2,5  | +4 −1 =3  | [ 65 ]     |
| 1932  | Sultan Khan           | Győzelem  | London              | 3,5–2,5  | +2 −1 =3  | [ 66 ]     |
| 1932  | Johannes van dn Bosch | Győzelem  | Hága                | 6–2      | +4 −0 =4  | [ 67 ]     |
| 1932  | Max Euwe              | Döntetlen | Amszterdam/Karlsbad | 8–8      | +3 −3 =10 | [ 68 ]     |
| 1933  | Mihail Botvinnik      | Döntetlen | Moszkva-Leningrád   | 6–6      | +2 −2 =8  | [ 69 ]     |
| 1933  | Henry Grob            | Győzelem  | Arosa               | 4,5–1,5  | +4 −1 =1  | [ 70 ]     |
| 1942  | Vlagyimir Makogonov   | Vereség   | Baku                | 4,5–5,5  | +2 −3 =5  | [ 71 ]     |

## Szereplései a sakkolimpiákon
1930−1937 között öt sakkolimpián vett részt Csehszlovákia csapatának tagjaként, amelyeken csapatban egy ezüst- és egy bronz-, egyéniben két arany-, egy ezüst- és egy bronzérmet szerzett. Teljesítménye 82 játékból 46 győzelem, 28 döntetlen és 8 vereség, amely 73,2%.
| Év                    | Olimpia        | Helyszín                | Tábla | Győzelem | Vereség | Döntetlen | %    | Helyezés egyéni | Helyezés csapat |
| Szovjetunió színeiben |                |                         |       |          |         |           |      |                 |                 |
| 1930                  | 3. sakkolimpia | Hamburg ( Németország)  | 1.    | 14       | 2       | 1         | 85,3 | Ezüstérem       | 5.              |
| 1931                  | 4. sakkolimpia | Prága ( Csehszlovákia)  | 1.    | 8        | 4       | 6         | 61,1 | 6.              | Bronzérem       |
| 1933                  | 5. sakkolimpia | Folkestone ( Anglia)    | 1.    | 6        | 2       | 6         | 64,3 | Bronzérem       | Ezüstérem       |
| 1935                  | 6. sakkolimpia | Varsó ( Lengyelország)  | 1.    | 9        | 0       | 8         | 76,5 | Aranyérem       | 5.              |
| 1937                  | 7. sakkolimpia | Stockholm ( Svédország) | 1.    | 9        | 0       | 7         | 78,1 | Aranyérem       | 5.              |

## További csapateredményei
A Szovjetunió csapatbajnokságában Moszkva város csapatának 2. tábláján játszva csapatban 1948-ban arany-, 1951-ben ezüstérmet, egyéniben 1948-ban ezüst-, 1951-ben aranyérmet szerzett.

## Újságíróként
Az 1940-es évektől dolgozott aktívan szakújságíróként. Több lapban jelentek meg publikációi, 1951−1983 között az Ogonyok című folyóirat sakkrovatának vezetője volt.

## Sakkelméleti munkássága
A megnyitáselmélet kiváló szakértője volt, nevét több megnyitási változat is őrzi:
- Aljechin-védelem Flohr-változat (ECO B05): 1. e4 Hf6 2. e5 Hd5 3. d4 d6 4. Hf3 Fg4 5. Fe2 c6
- Caro−Kann-védelem Flohr-változat (ECO B18): 1. e4 c6 2. d4 d5 3. Hc3 dxe4 4. Hxe4 Ff5 5. Hg3 Fg6 6.Hh3
- Grünfeld-védelem Flohr-változat (ECO D80): 1.d4 Hf6 2.c4 g6 3.Hc3 d5 4.e3 Fg7 5.Hf3 O-O 6.Fd3 c6 7.O-O Ff5
- Grünfeld-védelem Háromhuszáros változat Flohr-változata (ECO D90): 1.d4 Hf6 2.c4 g6 3.Hc3 d5 4.Hf3 Fg7 5.Va4+
- Szicíliai védelem Flohr-változata (ECO B32): 1.e4 c5 2.Hf3 Hc6 3.d4 cxd4 4.Hxd4 Vc7
- Elfogadott vezércsel Winaver-változat Flohr-változata (ECO D25): 1.d4 d5 2.c4 dxc4 3.Hf3 Hf6 4.e3 Fe6
- Spanyol megnyitás Flohr−Zajcev-változat (ECO C92): 1. e4 e5 2.Hf3 Hc6 3.Fb5 a6 4.Fa4 Hf6 5.O-O Fe7 6.Be1 b5 7.Fb3 d6 8.c3 O-O 9.h3 Fb7
- Angol megnyitás Flohr−Mikenasz−Carls-változat (ECO A18): 1. c4 Hf6 2.Hc3 e6 3.e4
- Angol megnyitás Nimzowitsch−Flohr-változat (ECO A20): 1. c4 e5 2. Hf3 e4
- Spanyol megnyitás Késleltetett csereváltozat (Treybel−Flohr-változat) (ECO C77): 1. e4 e5 2.Hf3 Hc6 3.Fb5 a6 4.Fa4 Hf6 5.Fxc6

## Emlékezete
- 2008-ban emlékversenyt rendeztek tiszteletére[80]

## Megjelent könyvei
- 12th Chess Tournament of Nations [Moscow 1956 Olympiad], by Salomon Flohr, Moscow, Fiskultura i Sport, 1957 (orosz nyelven).
- Salo Flohr's Best Games of Chess, by Salomon Flohr (translated from the Russian by Gregory S. Donges), Davenport, Iowa, Thinker's Press, 1985, ISBN 0-938650-34-3.
- Grandmaster Flohr, by Viktor D. Baturinsky (Hg), Moscow, Fiskultura i Sport, 1985 (orosz nyelven).
- Salo Flohr und das Schachleben in der Tschechoslawakei, by Helmut Wieteck, Hamburg, Neu-Jung Verlag, 2005, ISBN 3-933648-26-2 (német nyelven).
- Часы не остановлены. — Москва: Правда, 1984. — 48 с. (Библиотека «Огонёк»; № 52).
- Сквозь призму полувека. — Москва: Советская Россия, 1986. — 223 с. (Шахматное искусство).

## Róla szóló könyvek
- Gregory S. Donges: Salo Flohr's best games of chess, Thinkers Press, Davenport, Iowa, 1985. 105 p.
- Jimmy Adams: Master of tactics, master of technique, Chess Player, Nottingham, 1985. 238 p.
- Гроссмейстер Флор / Сост. В. Д. Батуринский. — Москва: Физкультура и спорт, 1985. — 256 с. (Выдающиеся шахматисты мира).
- Кобленц А. Сало Флор, каким я его знал // 64 — Шахматное обозрение. — 1983. — № 22. — С. 12—15.
- Мощенко В.  Сало Флор. Горький чешский шоколад. — М. : РИПОЛ классик, 2015. — 364, [1] с., [16] л. ил. — (Шахматная серия). — ISBN 978-5-386-08729-6.
- Helmut Wietek: Salo Flohr und das Schachleben in der Tschechoslowakei, Edition Jung, 2005., p. 151, ISBN 978-3-933648-26-6  (német nyelven)
- Révai Nagy Lexikona, 21. kötet: Kiegészítés A−Z, Budapest, 1935. 346. oldal
- Új Lexikon 3. FER-IRA, Budapest, 1936. 1287. oldal